# GLS
General Logistics Systems BV簡稱GLS，是一家总部位于荷兰阿姆斯特丹的英资物流公司。该公司于1989年由里科·白承宪创立，当时名为German Parcel。它随后更名为GLS，现在是皇家郵政的子公司。